# Маріупольський гусарський полк

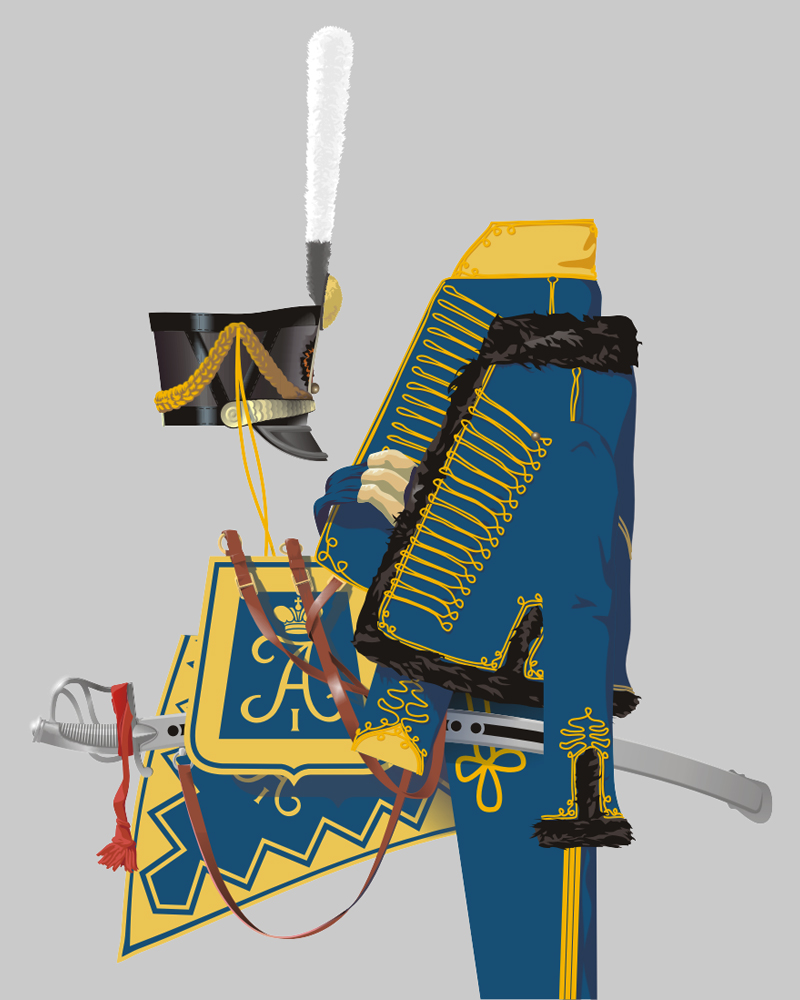
Повна уніформа рядового Маріупольського гусарського полку зразка 1812 року: доломан, ментик, шарф, чакчирі, ківер, вальтрап, ташка і шабля

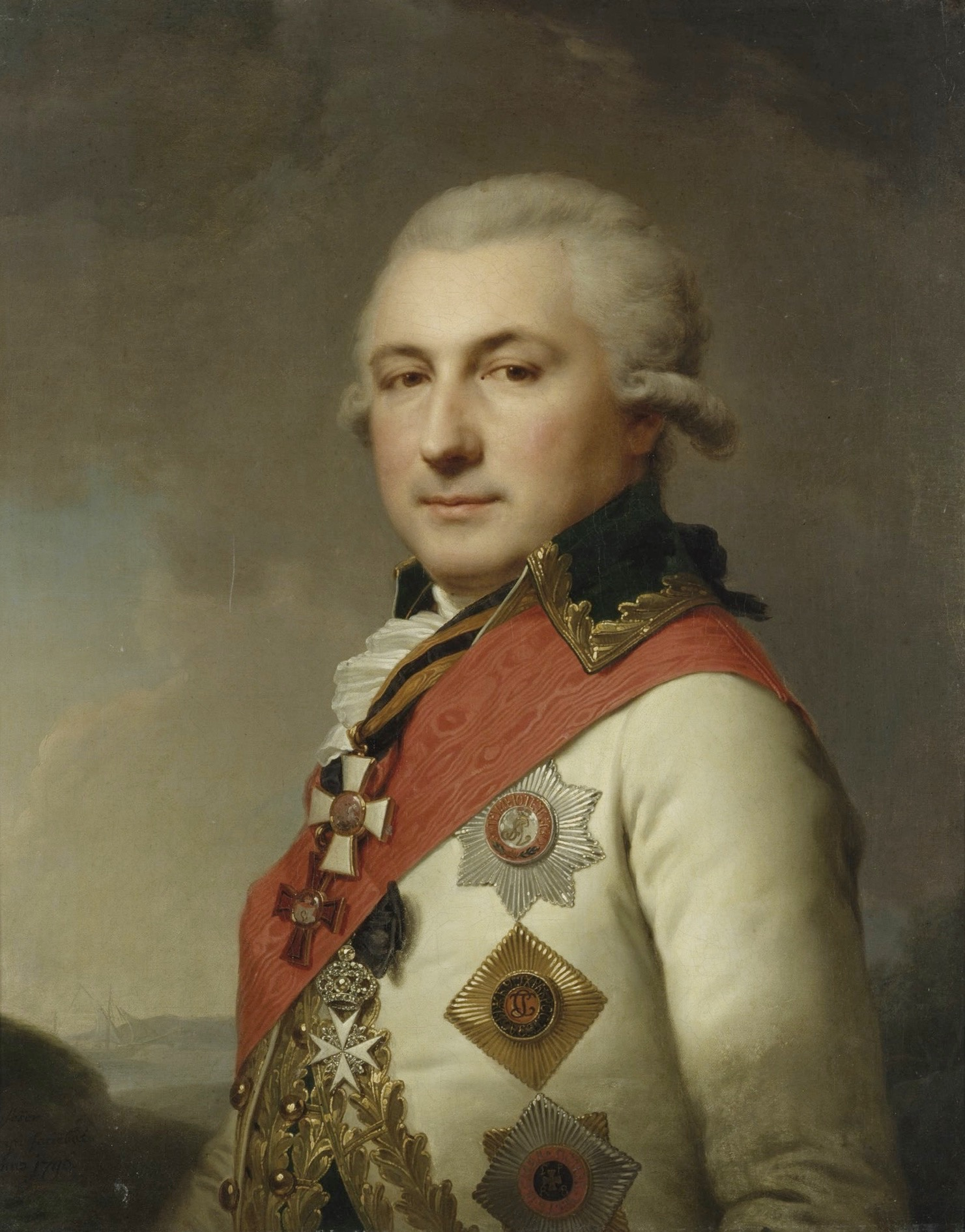
Портрет полковника Маріупольського гусарського полку Хосе де Рібаса.

Маріупольський 4-й гусарський полк (рос. дореф.  Маріупольській 1-й гусарскій полкъ) — кавалерійський полк Російської імператорської армії. З 1875 по 1918 рік входив до складу 4-ї кавалерійської дивізії.
Старшинство — 27 жовтня 1748 року.
Полкове свято: 9 травня, день перенесення мощів св. Миколая Чудотворця.
За часів свого існування був легкокіннотним (1783—1796), гусарським (1796—1882, 1907—1918), драгунським (1882—1907).

## Місця дислокації
- 1820 — Григорівка Олександрівського повіту.
- 1903—1914 — Білосток Гродненської губернії.

## Історія полку

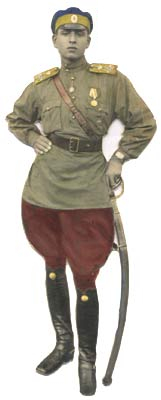
Корнет Стацевич, 4 Гусарський Маріупольський полк, 1923 р., Югославія. Архів автора

### Імператорська армія
28 червня 1783 року — сформований із Луганського і Полтавського пікінерних полків під найменуванням Маріупольський легкокіннотний полк, шестиескадронного складу.
29 листопада 1796 року — полк приведений до складу 10 ескадронів, приєднані команди Херсонського легкокіннотного і Таврійського кінноєгерського полків. Полк перейменовано на гусарський генерал-майора Боровського полк.
16 жовтня 1797 року — гусарський генерал-майора князя Багратіона полк.
23 вересня 1798 року — гусарський генерал-майора князя Кекуатова полк.
20 червня 1799 року — гусарський генерал-майора графа Вітгенштейна полк.
1 січня 1801 року — гусарський генерал-майора Меліссіно полк.
29 березня 1801 року — Маріупольський гусарський полк.
27 грудня 1812 року — приведений до складу шести діючих і одного запасного ескадронів.
28 січня 1826 року — гусарський генерала від кавалерії графа Вітгенштейна полк.
22 серпня 1826 року — гусарський фельдмаршала графа Вітгенштейна полк.
21 березня 1833 року — до полку приєднаний 2-й дивізіон скасованого Дерптського кінноєгерського полку, що став 4-м дивізіоном. Одночасно полку передано половину Срібних труб, наданих Дерптському кінноєгерському полку в 1816 році.
16 червня 1834 року — гусарський фельдмаршала князя Вітгенштейна полк.
7 червня 1843 року — Маріупольський гусарський полк.
30 липня 1843 року — гусарський Його Високості принца Фрідріха Гессен-Кассельського полк.
10 березня 1857 року — гусарський Маріупольський Його Високості принца Фрідріха Гессен-Кассельського полк.
25 березня 1864 року — 4-й гусарський Маріупольський Його Високості принца Фрідріха Гессен-Кассельського полк.
1 липня 1867 року — 4-й гусарський Маріупольський Його Високості ландграфа Фрідріха Гессенського полк.
18 серпня 1882 року — 12-й драгунський Маріупольський Його Королівського Високості ландграфа Фрідріха Гессенського полк.
11 серпня 1883 року — полк приведений до 6-ескадронного складу, запасний ескадрон звернений у відділення кадру № 4 кавалерійського запасу.
10 жовтня 1884 року — 12-й драгунський Маріупольський полк.
25 березня 1891 року — 12-й драгунський Маріупольський генерал-фельдмаршала князя Вітгенштейна полк.
6 грудня 1907 року — 4-й гусарський Маріупольський генерал-фельдмаршала князя Вітгенштейна полк.
9 Лютого 1913 року — командир Маріупольського полку полковник М. В. Кириллов звернувся з проханням повернути полку ментики, ім'я Єлизавети Петрівни і вензеля з її ім'ям.
28 квітня 1915 року — 4-й гусарський Маріупольський імператриці Єлизавети Петрівни полк.
1917 року — саморозпустився в м. Виру.

### Груповий портрет

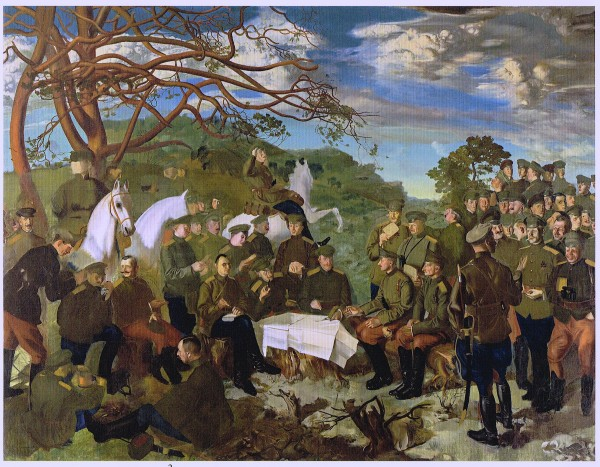
Василь Шухаєв. Маріупольський 4-й гусарський полк на позиціях.

У Маріупольському гусарському полку під час Першої світової війни проходив службу художник Василь Іванович Шухаєв. Їм були створені портрети практично всіх офіцерів полку (всього понад 50), що послужили потім основою для картини «Полк на позиціях» (1916—1917; не закінчена, зберігається в Державному Російському музеї). Портрети, послужили основою цієї картини, зберігаються частиною й у Державному Російському музеї, частиною в ДМОМ ім. О. С. Пушкіна у Москві.

### Участь у Громадянській війні в Росії
26 серпня 1919 року — наказом отамана Великого війська Донського генерал-лейтенанта А. П. Богаєвського відроджений під ім'ям Маріупольський гусарський імператриці Єлисавети Петрівни полк у складі чотирьох ескадронів.
15 грудня 1919 року — у бою в районі Покровського був розбитий ударною групою О. І. Городикова у складі Першої Кінної Армії під час Харківської операції РСЧА.
Червень 1920 року — у селі Софіївка наказом генерала Врангеля переформований в дивізіон 4-го Маріупольського гусарського імператриці Єлисавети Петрівни полку і увійшов до складу 4-го кавалерійського полку.
1 листопада 1920 року — евакуюється з Ялти на пароплаві «Русь».
8 листопада 1920 року — прибув до Галліполі.
12 листопада 1920 року — переформований в 5-й ескадрон 3-го кавалерійського полку зі збереженням назви.
Літо 1921 року — на пароплаві «Керасунд» вирушає до Сербії для несення прикордонної варти на італійському кордоні.
10 червня 1921 року — наказом генерала Міллера засновано «Єднання 4 гусарського Маріупольського імператриці Єлисавети Петрівни полку».

## Бойові відзнаки
1. Знаки на ківера з написом «За відмінність 14 серпня 1813 року». Пожалувані 14 серпня 1813 року. 5 лютого 1814 року було додано напис «при Кацбасі».
2. Георгіївський полковий штандарт за турецьку війну 1877—1878 рр.;
3. 27 срібних труб за 1812 і 8 срібних труб за відмінності в битвах при Лейпцигу (1813), і Фер-Шампенуазі (1814);
  1. Срібні труби з написом «Сумському полку за відзнаку при ураженні і вигнанні ворога з меж Росії в 1812 році». Пожалувані 13 квітня 1813 року;

## Однострій

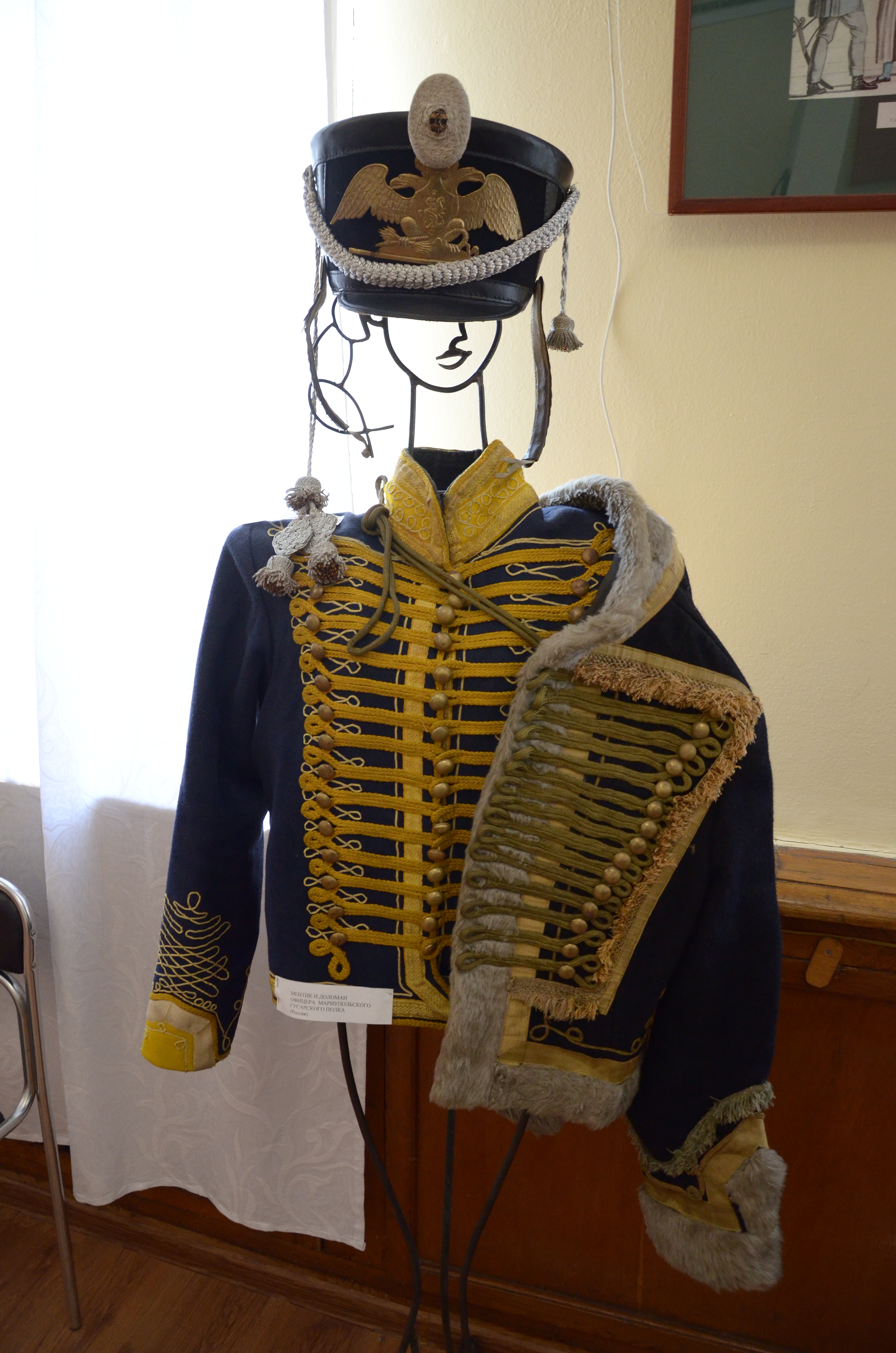
Ментик, доломан та ківер офіцера Маріупольського гусарського полку (ківер не Маріупольського полку).
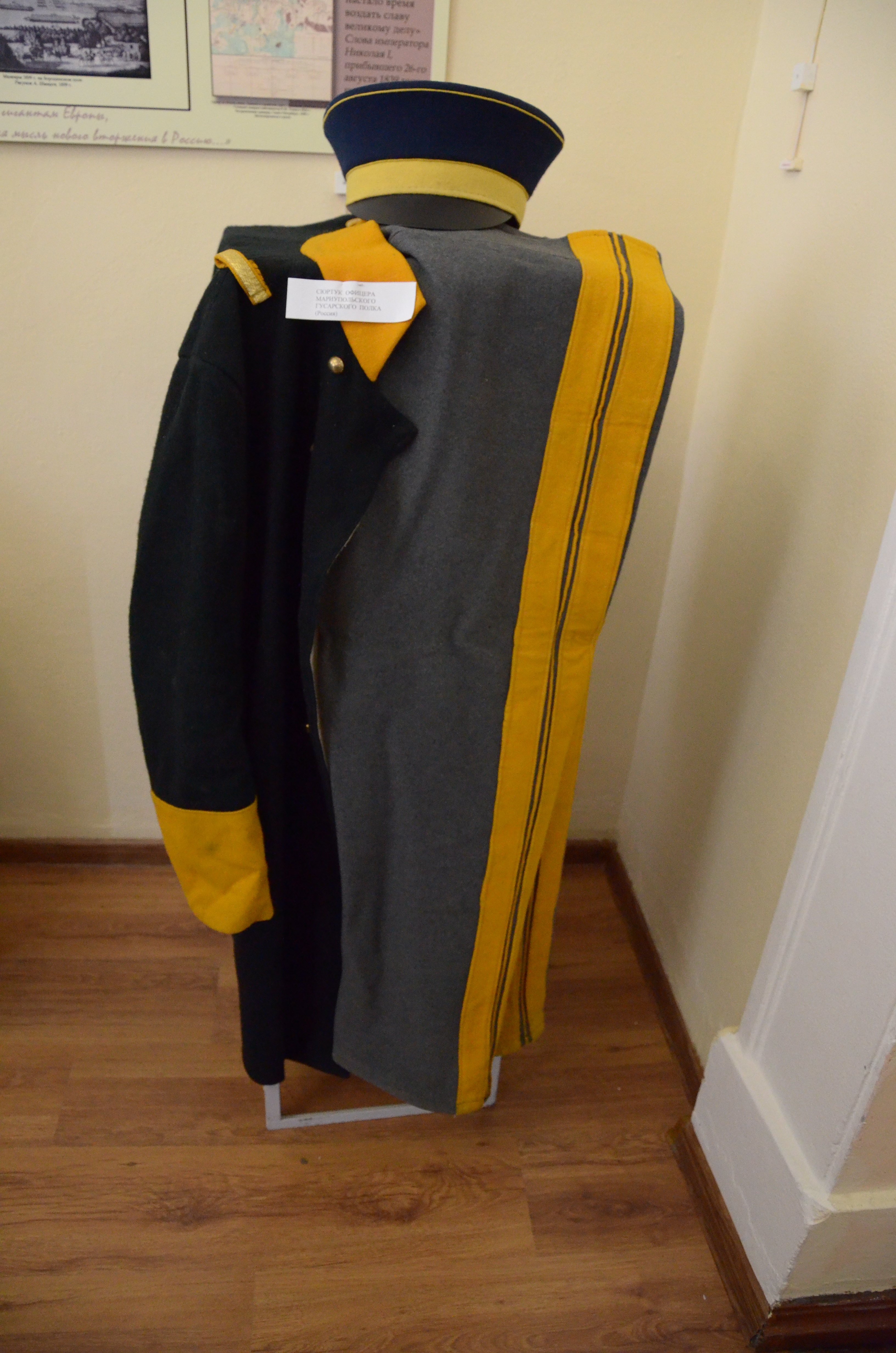
Сюртук і походні рейтузи офіцера Маріупольського гусарського полку
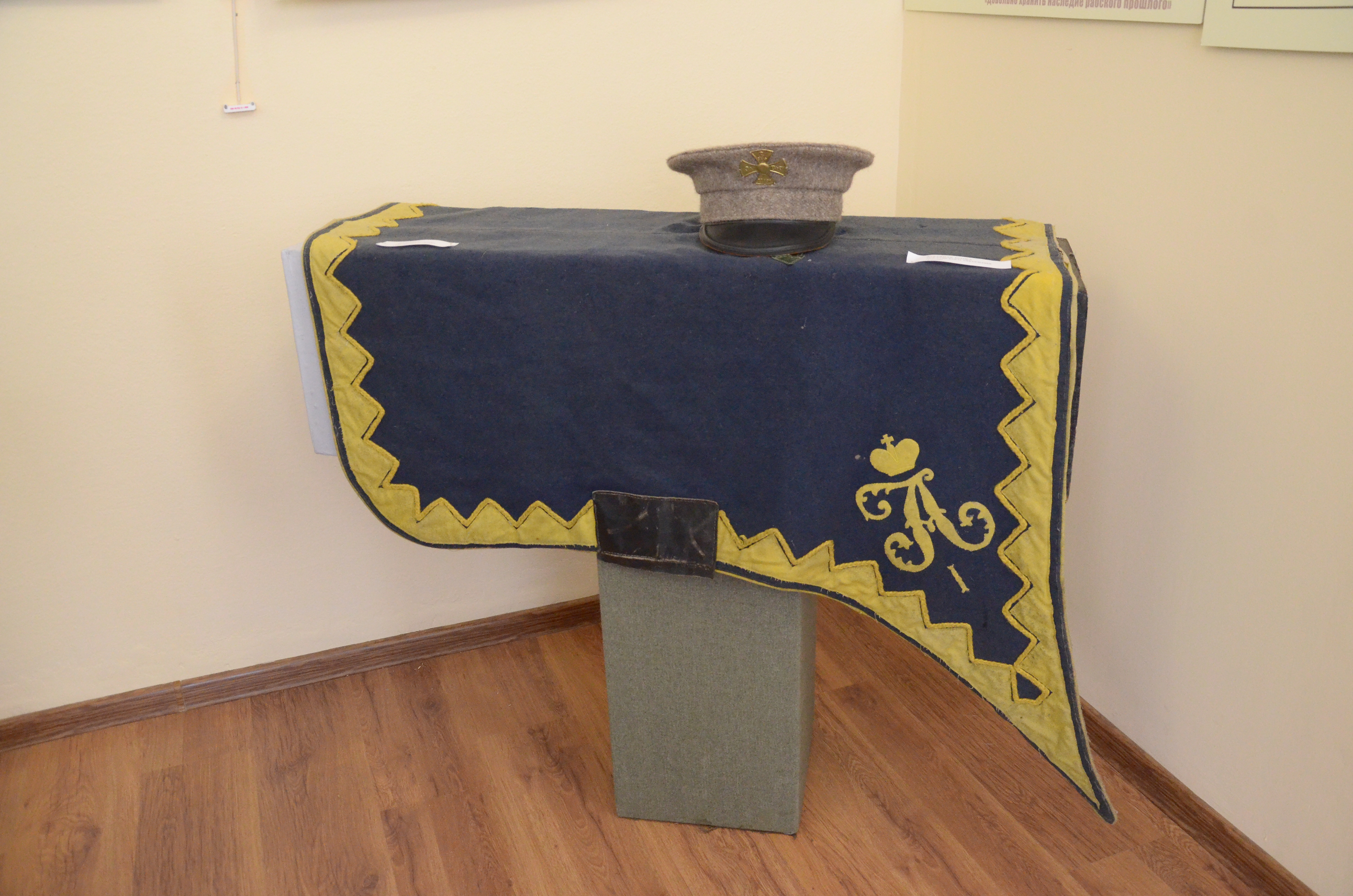
ВальтрапМаріупольського гусарського полку

### Франко-російська війна 1812 року
При загальновживаному гусарському однострої, маріупольські гусари мали доломан, ментик, чакчири, вальтрап та ташку — темно-сині; комір та обшлаги доломану, тасьму, шнури, викладку вальтрапу і ташки — жовті; пасок — жовтий з синім. Металевий прибор — жовтий.
Ківера піхотного зразка, з султанами гренадерського зразка, але білого кольору. Етішкети піхотного зразка, жовтого кольору. Кокарда на ківері (кругла розетка) чорна, з помаранчевою каймою, а також петлиця з білої жесті. Кашкет мав тулію кольору доломана, а околю кольору ментика.
Унтер-офіцери мали галунну облямівку на комірах доломанів, а ментик мав опушку з чорного баранчика (замість білого, як у нижніх чинів). Султани на ківерах унтер-офіцерів мали чорне верхів'я.
Крім того гусарським офіцерам дозволялося носити темно-зелені віцмундири і сюртуки піхотного зразка, з обшлагами і коміром кольору як і доломан. Вишивка на обшлагах і комірі також відповідала такій яка була на доломані. Відвороти гусарських віцмундирів були червоні у всіх полків, чакчири ж були темно-зелені без вишивки.

### На початок Першої світової війни (1914)
Загальногусарський однострій. Доломан, тулія, клапан пальто, шинелі — темно-синій, шлик, околія, погони, варварки, випушка — жовтий, металевий прибор — золотий.

### Флюгер
Кольори: верх — жовтий, смуга — жовта, низ — темно-синій.

## Шефи
- 29.11.1796-16.10.1797 — генерал-майор Боровський Федір Артемович
- 16.10.1797-23.09.1798 — генерал-майор Багратіон Кирило Олександрович
- 23.09.1798-20.06.1799 — генерал-майор князь Кекуатов Андрій Іванович
- 20.06.1799-01.01.1801 — граф Вітгенштейн Петро Християнович
- 01.01.1801-01.01.1802 — генерал-майор Меліссіно Олексій Петрович
- 01.01.1802-29.10.1807 — граф Вітгенштейн Петро Християнович
- 09.11.1807—12.07.1810 — генерал-майор (з 01.07.1810 генерал-ад'ютант) барон Меллер-Закомельський Єгор Іванович
- 08.01.1826—07.06.1843 — граф (з 07.05.1834 найсвітліший князь) Вітгенштейн-Сайн-Берленбург Петро Християнович
- 30.07.1843-10.10.1884 — Його Світлість Принц Фрідріх Гессен-Кассельський (з 1867 Його Високість Ландграф Фрідріх Гессенський)
- 13.11.1861-15.02.1869 — генерал від кавалерії барон Оффенберг Іван Петрович (2-й шеф)

## Командири

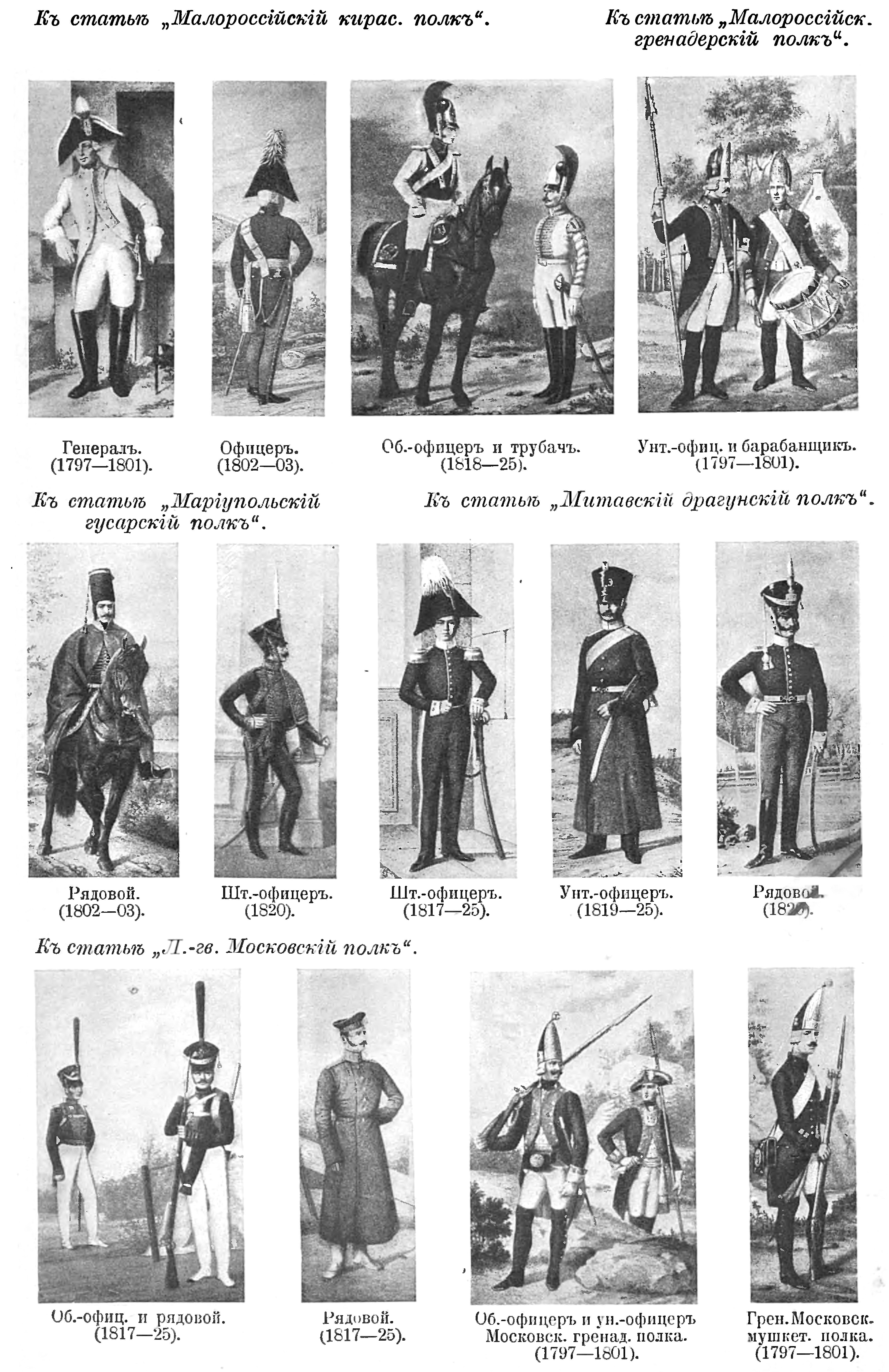
Ілюстрація з «Військової енциклопедії»

- хх.хх.1783 — хх.хх.1784 — бригадир Кутузов Михайло Іларіонович
- 22.05.1785 — хх.хх.1787 — бригадир Рібас Осип Михайлович
- хх.хх.1789 — хх.хх.хххх — полковник Головин Микола Миколайович[2]
- 01.01.1793 — 15.09.1797 — полковник Анненков Євграф Олександрович
- 15.09.1797 — 20.08.1798 — полковник Чорба Іван Федорович
- 20.08.1798 — 23.09.1798 — полковник князь Кекуатов Андрій Іванович
- 25.01.1799 — 02.10.1799 — полковник Телепньов Іван Іванович
- 11.11.1799 — 28.07.1800 — полковник Климовский Микола Васильович
- 16.08.1800 — 20.07.1802 — полковник Мещеряков Григорій Іванович
- 20.07.1802 — 18.12.1803 — полковник Борщов Михайло Андрійович
- 14.03.1804 — 05.03.1806 — полковник Ласкін Олексій Андрійович
- 29.03.1806 — 08.03.1810 — полковник Парадовский Фелікс Йосипович
- 19.07.1810 — 20.01.1812 — полковник Клебек Єгор Єрмолаєвич
- 20.01.1812 — 29.08.1814 — полковник (з 21.05.1813 генерал-майор) Вадбольський Іван Михайлович
- 29.08.1814 — 01.06.1815 — полковник Клебек Єгор Єрмолаєвич
- 01.06.1815 — 30.08.1822 — полковник Димчевич Петро Степанович
- 17.10.1823 — 10.01.1826 — полковник Снарський Костянтин Станіславович
- 10.01.1826 — 06.12.1827 — полковник Кізмер Іван Іванович
- 06.12.1827 — 09.11.1828 — підполковник (з 22.05.1828 полковник) барон Корф 2-й
- 09.11.1828 — 07.04.1835 — полковник Арсеньєв Іван Олексійович
- 21.04.1835 — 25.10.1846 — підполковник (з 08.06.1835 полковник, з 25.06.1845 генерал-майор) Богушевський Василь Дмитрович
- 25.10.1846 — 07.05.1847 — полковник (з 06.12.1846 генерал-майор) Юхимович Олександр Матвійович
- 07.05.1847 — 19.06.1851 — полковник Манкошев Іван Миколайович
- 19.06.1851 — 05.05.1856 — полковник (з 27.03.1855 генерал-майор) Решетилов Костянтин Федорович
- 05.05.1856 — 17.04.1860 — флігель-ад'ютант полковник барон фон Тетенборн Олександр Карлович
- 19.04.1860 — хх.хх.1863 — полковник Гельфрейх Єгор Борисович
- хх.хх.1863 — хх.хх.1864 — командувач підполковник Ольдекоп Вільгельм Карлович
- хх.хх.1864 — хх.хх.1866 — полковник Семирадський Іполит Ялітерович
- 23.04.1866 — 30.08.1867 — флігель-ад'ютант полковник Ромейко-Гурко Йосип Володимирович
- 30.08.1867 — 27.07.1875 — флігель-ад'ютант полковник Павленков Гаврило Омелянович
- 27.07.1875 — хх.хх.1876 — полковник Філіпов Лев Іванович

хх.хх.1876 — хх.хх.1877 — полковник фон Ексе Володимир Карлович
- хх.08.1877 — хх.хх.1878 — флігель-ад'ютант полковник граф Штакельберг Оттон Оттонович
- 01.03.1878 — 02.02.1885 — полковник Івашкін Володимир Миколайович
- 02.02.1885 — 26.12.1890 — полковник Генріці Вільгельм Олександрович
- 26.12.1890 — 27.01.1893 — полковник Плеве Павло Адамович
- 27.01.1893 — 25.01.1900 — полковник Крижанівський Дмитро Вікторович
- 28.01.1900 — 18.06.1904 — полковник Горчаков Олександр Миколайович
- 18.06.1904 -22.12.1906 — полковник Фельдман Еспер Олександрович
- 12.01.1907 — 17.03.1908 — полковник Плаутін Микола Сергійович
- 17.04.1908 — 30.08.1912 — полковник Красовський Олександр Аполлінарійович
- 30.09.1912 — 21.09.1914[3] — полковник Кириллов Микола Васильович
- хх.хх.1914 — в.в.о. (?) підполковник Стегман Вацлав Іванович
- 18.10.1914 — 14.01.1915 — полковник Богаєвський Африкан Петрович
- 16.01.1915 — 15.01.1916 — полковник Чеснаков Петро Володимирович
- 27.01.1916 — 12.05.1917 — полковник Петерсон Вольдемар-Олександр Карлович
- 12.05.1917 — хх.хх.хххх — полковник Прокопович Анатолій Олексійович

## Видатні військові полку
- Дурова Надія Андріївна (у шлюбі — Чернова) (17 (28 вересня) 1783, Київ — 21 березня (2 квітня) 1866, Єлабуга, В'ятська губернія, нині місто в Татарстані, РФ) — військова діячка, перша в Російській імперії жінка-офіцер («кавалерист-дівиця»), перша жінка, яка за бойову відвагу нагороджена солдатським знаком військового ордена; письменниця.

## Цікаві факти
- Популярний у СРСР літературний, кінематографічний, театральний і гумористичний вигаданий персонаж, поручик Ржевський, згідно однострою[4] (стрічка 1962 року «Гусарська балада») служив у Маріупольському гусарському полку під час наполеонівських війн.